# Calzadilla de los Barros
Calzadilla de los Barros è un comune spagnolo di 854 abitanti situato nella comunità autonoma dell'Estremadura.